# آلما (آرکانزاس)
آلما (آرکانزاس) (به انگلیسی: Alma, Arkansas) یک شهر در ایالات متحده آمریکا با جمعیت ۴٬۱۶۰ نفر است که در آرکانزاس واقع شده‌است.

## موقعیت جغرافیایی
موقعیت جغرافیایی شهرها و مناطق اطراف به شرح زیر است: